# 22 (nombre)
« Vingt-deux » redirige ici. Cet article concerne le nombre 22. Pour l'année, voir 22.
Le nombre 22 (vingt-deux) est l'entier naturel qui suit 21 et qui précède 23.

## En mathématiques
Le nombre 22 est :

En coupant un cercle avec exactement six segments de droite, le nombre maximum de morceaux qui peuvent être ainsi créés est 22.

- un nombre composé dont les diviseurs propres sont 1, 2 et 11 ;
- le douzième nombre brésilien et le dixième nombre composé brésilien car 22 = 2210 ;
- un nombre de Smith ;
- le deuxième nombre uniforme de la classe U2 ;
- un nombre pentagonal, un nombre heptagonal centré, un nombre pyramidal hexagonal et un nombre semi-premier ;
- le seul entier invariant par la suite de Conway[1] ;
- la somme des trois premières puissances itérées de Knuth de 2 {\displaystyle (2+2^{2}+2^{2^{2}}=22)}.

## Autres domaines
Le nombre 22 est aussi :
- Le nombre de paires de chromosomes humains hormis ceux de détermination sexuelle.
- Le numéro atomique du titane, un métal de transition.
- le numéro de la sourate Al-Hajj dans le Coran.
- Le nombre de lettres de l'alphabet hébreu.
- Le nombre d'arcanes majeurs dans le Tarot de Marseille, en comptant le Fou, non-numéroté.
- Dans la Cabbale, le nombre de chemins compris dans l'Arbre de Vie.
- Le nombre de joueurs au rugby pour les matchs internationaux ou de haut niveau, sept des joueurs sont sur la touche, prêts pour les remplacements.
- Le nombre minimum théorique de mouvements requis pour résoudre le Rubik's cube à partir d'une position quelconque.
- Années historiques : -22, 22, 1922.
- 22 est également le double de 11, un nombre premier.
- Le nombre d'années de mariage des noces de bronze.
- Le numéro du département français des Côtes-d'Armor.
- Le nombre de régions constituant la France métropolitaine entre 1956 et 2015.
- « 22, v'là les flics ! » expression française familière.
- Un numéro de téléphone à Asnières, à la base d'un célèbre sketch de Fernand Raynaud.
- L'Arche 22 est le nom de l'arc de triomphe situé à Banjul, capitale de la Gambie.
- 22 nm, un procédé de gravure de processeurs.
- no 22, un parfum de Chanel créé en 1922.
- 22@,  un projet de rénovation du quartier de Poblenou à Barcelone.

## Transports
- Route nationale 22
- Le numéro de l'autoroute française A22 qui part de l'A1 à la hauteur de Lesquin pour atteindre la Belgique.
- Route européenne 22
- Ligne 22

## Musique

### Album
22 (en), album de Parva sorti le 14 juin 2003.

### Chanson
- 22, chanson de Lily Allen présente sur l'album It's Not Me, It's You sorti le 4 février 2009 ;
- 22, chanson de l'artiste américaine Taylor Swift présente sur l'album Red sorti le 22 octobre 2012 ;
- 22, chanson de l'artiste irlandaise Sarah McTernan ayant participé au Concours Eurovision de la chanson 2019;
- 22, chanson du groupe S-Crew, single de l'album SZR2001 sorti le 7 juin 2022;
- Gate 22, chanson de Pascale Picard, présente sur l’album Me, Myself and Us;
- 22, chanson de Samara, dans l'album Trafiquant.